# Dasineura coronillae
Dasineura coronillae är en tvåvingeart som först beskrevs av Tavares 1901.  Dasineura coronillae ingår i släktet Dasineura och familjen gallmyggor.
Artens utbredningsområde är Portugal. Inga underarter finns listade i Catalogue of Life.